# 佐々木義人 (プロレスラー)
佐々木 義人（ささき よしひと、1982年3月12日 - ）は、日本の元男性プロレスラー。埼玉県川口市出身。血液型A型。

## 経歴
高校時代はレスリングを経験し、アニマル浜口レスリング道場、高校卒業後にFMWに入門。入門から半年経った2000年9月7日、チョコボール向井戦にて18歳でデビュー。
2002年のFMW崩壊後にZERO1-MAXに入団。田中将斗を師として仰ぎ、ゼロワンジュニアの道場長だった高岩竜一に鍛えられた。それ以降は田中を目標としていた。
2008年4月6日のJCBホール大会以降、怪我のため欠場していたが10月20日付けでZERO1-MAXを退団した。10月27日大日本プロレス後楽園ホール大会開始前の登坂栄児統括部長の挨拶で所属ではなく、フリー参戦選手として大日本を主戦場とすることを発表、11月1日桂スタジオ大会での対井上勝正戦で復帰した。
2009年5月5日付で、大日本プロレスに正式入団。12月にはパートナーの石川晋也とともに第28代BJW認定タッグ王座を獲得するも2010年1月、石川の膝の手術による欠場によりベルト返上となった。
その後、関本大介にパートナーチェンジして再びBJWタッグ王座を獲得するが、デスマッチ団体である大日本の中でストロングスタイルを貫き通す二人に異論を唱える045邪猿気違'sとの抗争が勃発、遂には12月横浜文体で同期でもある"黒天使"沼澤邪鬼とのシングルでのデスマッチに発展したが、義人の勝利で終結した。
2012年2月2日の後楽園ホール大会において、アジアタッグ王者の関本大介・岡林裕二の活躍ぶりに不満をブチ撒け、大日本のストロング部門「ストロングBJ」でのトップを決める為、シングルのリーグ戦開催を提唱、会社側に受理され第2回「一騎当千」の開催につながった。義人はそのリーグ戦において公約どおり優勝すると、BJW認定大日本ヘビー級王座の廃止以降途絶えていたストロング部門のシングル王座「BJW認定世界ストロングヘビー級王座」の創設を会社側に要求する。5月5日横浜文体にてwXwビッグバン・ウォルターを迎えての初代王者決定戦に勝利し、初代王者に輝いた。
2013年9月に右膝の故障による手術のため長期欠場となったがその後、回復具合が思わしくないため再手術を実施しており以降欠場し、表舞台に立つことなく2015年1月に契約更改でフリーに。それ以降は消息不明で事実上の引退状態となった（後述のテレビ出演では、義人は怪我のために引退と紹介された）。
2017年に「ノンフィクション」に出演し、2015年5月にビッグダディ元妻でタレントの美奈子と入籍したこと、2017年4月に子供が生まれたこと、義人がこれまで姿を見せなかったのは今の就業先に迷惑がかかると思ったためだったことや、トラック運転手をしていることを明かした。2018年現在はコミニティバスの運転手をしている。番組内では結婚・転職を決意しプロレスラーを辞めたことを自身で語っている。
YouTubeチャンネル「美奈子ファミリー」を開設し、手のケガで原因で休業していた際には一人配信などにたびたび登場していた。
2019年12月、休業していた「シャドウWX」による団体「MLW」旗揚げ戦の会場に佐々木が来場し、欠場後初となるプロレスファンの前に姿を現した。

## 得意技
アルゼンチン・コースター
アルゼンチン・バックブリーカーから相手を反転させフェイスバスターに移行する。義人のフィニッシャー。
ハリケーンドライバー
変形パイルドライバー。オクラホマ・スタンピードのように抱え、開脚し脳天から落とす。
アルゼンチン・バックブリーカー
義人の代表技。ヘビー相手でも決めて見せることがある。
スピアー
ラリアット

## タイトル歴
プロレスリングZERO1-MAX
- NWA UNヘビー級王座
- 天下一Jr.優勝

大日本プロレス
- BJW認定世界ストロングヘビー級王座
- BJW認定タッグ王座（パートナーは石川晋也、関本大介）
- 一騎当千strong climb優勝

## 入場テーマ曲
- FMWのテーマ（チーム・FMW）

## 出演
- ザ・ノンフィクション「新・漂流家族」（2019年2月3・10日[2]／8月11・18日[3]、フジテレビ）